# Helen Moore
Helen Moore (Chalfont St. Giles, 7 maggio 1971) è una scrittrice e poetessa scozzese.
Tutte le opere di Helen Moore sono caratterizzate da un grande interesse per l'ecologia e la natura. Nelle sue poesie cerca di sensibilizzare le coscienze nei confronti delle specie non umane con le quali condividiamo il pianeta e di immaginare una possibile transizione per un futuro sostenibile. Il suo approccio è quello di "Art for Earth's Sake" (L'Arte per l'amore della Terra)  nella convinzione che l'arte contemporanea, per essere significativa, debba ispirarsi ai problemi sociali e spirituali del nostro tempo.

## Opere
- (EN)  Hedge Fund & other living margins, Shearsman Books, 2012.ISBN 978-1-84861-201-3
- (EN)  ECOZOA, Permanent Publications, 2015. ISBN 978-1-85623-227-2
- (EN, IT)  Intatto. Intact / Ecopoesia. Ecopoetry coautori Massimo D'Arcangelo e Anne Elvey, La Vita Felice, 2017. ISBN 978-88-93461-90-0
- (EN) The Mother Country, Awen Publications, 2019. ISBN 978-1-906900-58-8
- (EN) river / run an ecopoetic trilogy, Cape Farewell, 2024.